# 디지털 가입자 회선

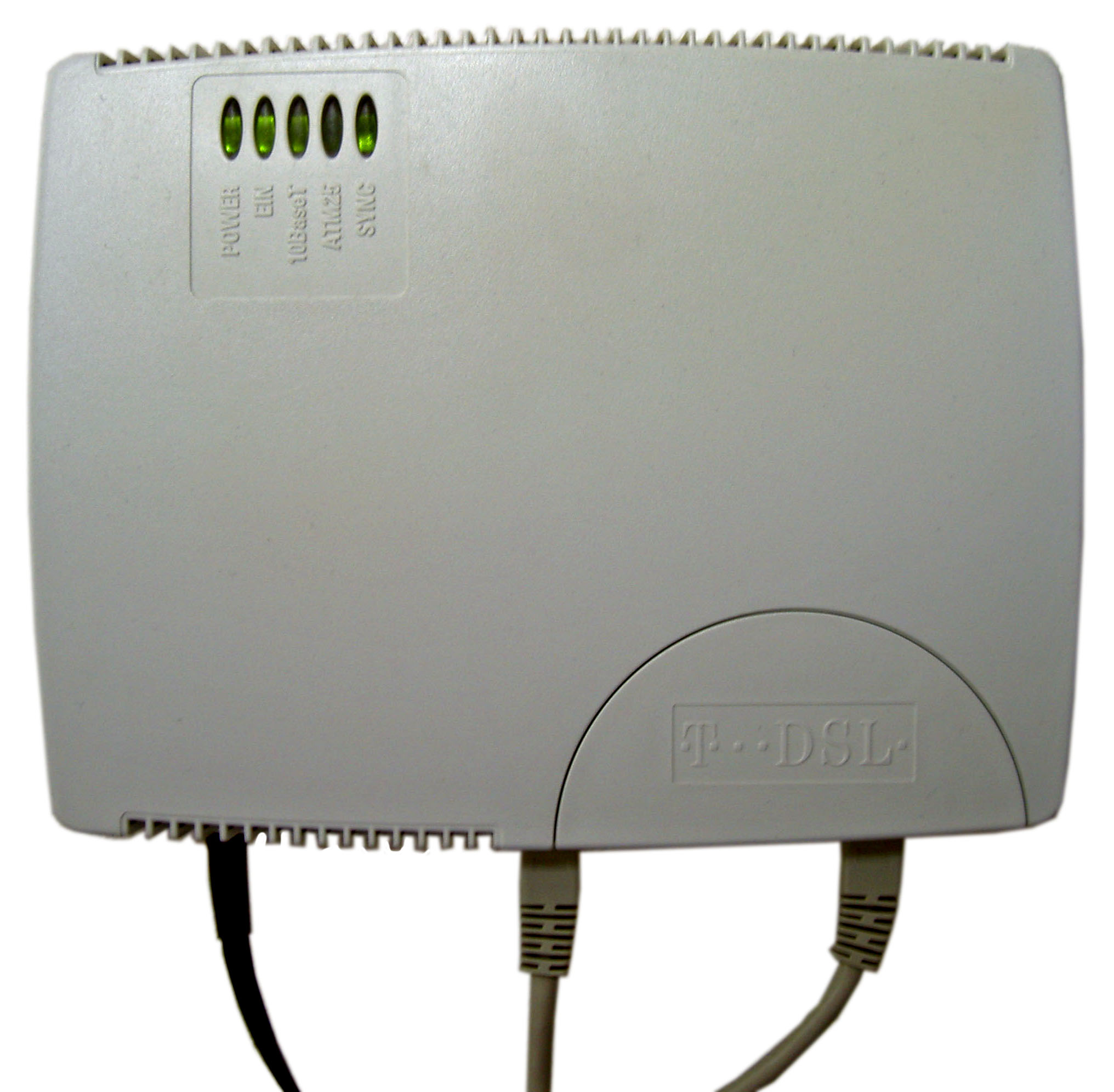
DSL 모뎀

DSL(digital subscriber line) 또는 xDSL은 지역 전화망을 통해 디지털 데이터 전송을 제공하는 기술의 계열이다. DSL은 원래 디지털 가입자 루프(digital subscriber loop)의 약자였으나, 디지털 가입자 회선이라는 말이 상용화할 때의 용어에 적합하다고 판단하여 이 낱말이 많이 쓰이게 되었다. DSL은 높은 주파수를 사용하며, 일반 전화는 낮은 주파수를 사용한다. 그리고 복잡한 페이지를열는 경우에는 100개만큼 사용할 수 있다.
보통 소비자 DSL 서비스의 다운로드 속도는 DSL 기술, 선 상태, 서비스 수준에 따라 초당 512 킬로비트에서 초당 24000 킬로비트까지 다양하다. 또, ADSL의 경우 업로드 속도는 다운로드 속도보다 느리며, SDSL의 경우 다운로드 속도와 업로드 속도는 동일하다.
2012년 기준으로 일부 통신사들은 DSL 사용자의 수가 꾸준히 줄어들고 있음을 보고하였다.

## DSL 기술
DSL 기술은 xDSL이라고도 부르며 다음의 종류가 있다:
- HDSL
- SDSL
- ADSL
- IDSL
- RADSL
- VDSL
- VDSL2
- G.SHDSL
- PDSL
- UDSL
- 이더루프
- GDSL

## 전송 방식
- 2B1Q: ISDN, HDSL에 쓰임
- CAP: ADSL, HDSL에 쓰임
- DMT: OFDM으로도 알려져 있는 방식

## 참조
1. ↑  DSL Death March Continues 보관됨 2013-06-02 - 웨이백 머신 by Om Malik, Apr 24, 2012, Gigaom.com

## 같이 보기
- ISDN, 모뎀
- 초고속 인터넷
- 라우터
- 와이파이